# Hubert Kelter

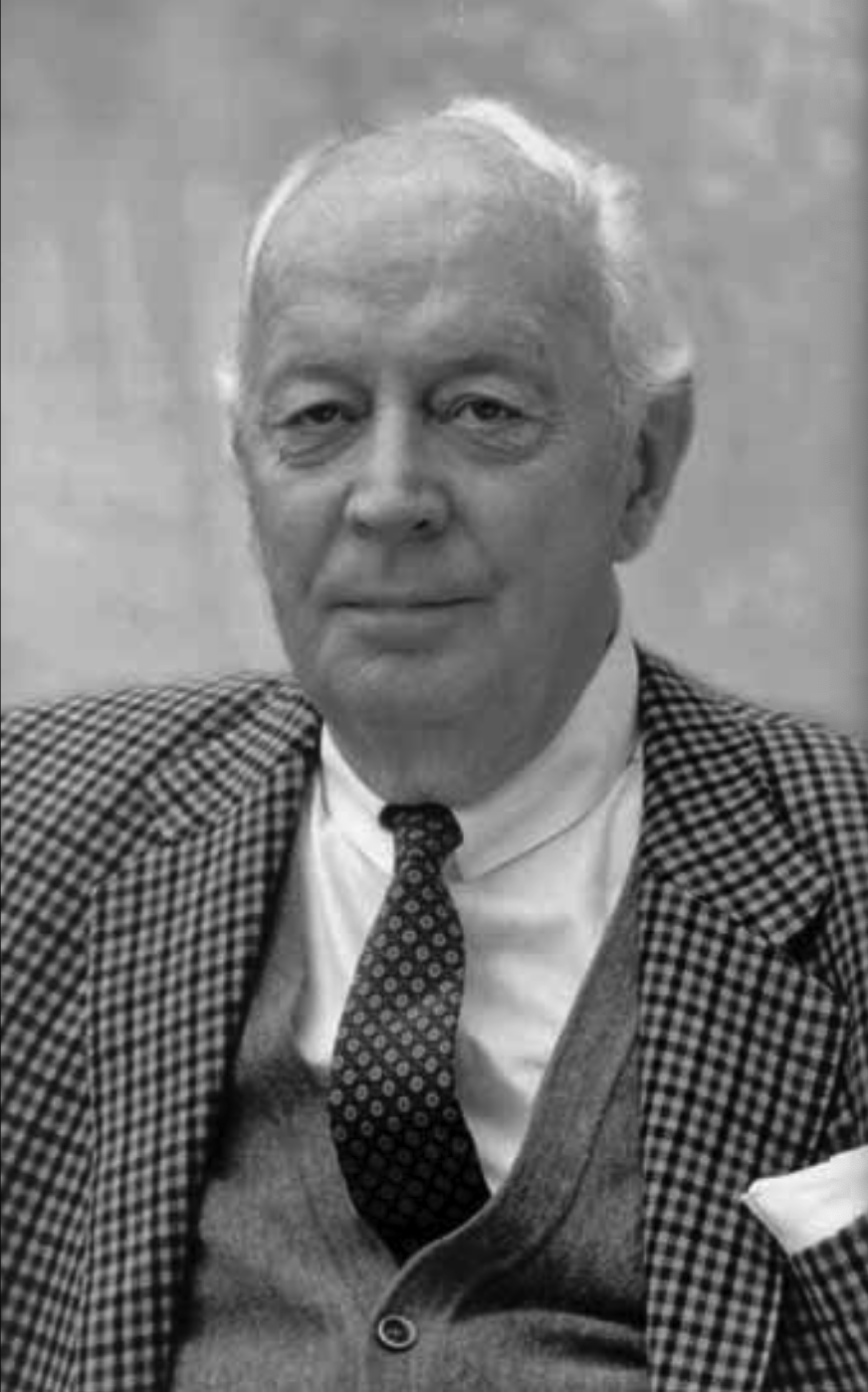
Hubert H. Kelter, vermutl. 1980er Jahre

Hubert H. Kelter (* 12. Mai 1909 in Hamburg; † 16. September 1999) war ein deutscher Wirtschaftswissenschaftler. Er wirkte als Syndikus der Handelskammer Hamburg, als Leiter der Commerzbibliothek in Hamburg, als Redakteur und Autor.

## Familie
Er war ein Sohn des Hamburger Unternehmers Gerhard Martin Kelter (* 26. März 1872 in Hamburg; † 8. Juni 1942 ebenda), der insgesamt fünf Kinder hatte, und dessen erster Ehefrau Julia Henriette (* 29. Juli 1884 in Hamburg), geborene Hünlinghof. Die Ehe seiner Eltern wurde bereits knapp ein Jahr nach seiner Geburt geschieden. Hubert Kelter hatte zwei jüngere Stiefschwestern, Gabriele (* 31. März 1913 in Hamburg) und Margaretha Beate (* 7. Januar 1915 in Hamburg), deren Mutter die zweite Ehefrau des Vaters Gerhard Martin Kelter war, Gertrud Johanna Elise (* 4. Mai 1891 in Hamburg; † 6. Mai 1979 in Großhansdorf), geborene Gabory. Bei dieser wuchsen auch Hubert H. Kelter und seine Brüder Erich und Wolfgang überwiegend auf.
Sein Vater war zusammen mit Hubert Hünlinghof (* 28. November 1848; † 1906) und nach Hünlingshofs Tod ab 1914 mit Julius Asch (geboren am 30. August 1875 in Rawitsch bei Posen; verstorben aufgefunden am 12. Januar 1939 in Hamburg, Suizid in der Elbe bei Blankenese) Mitinhaber des 1838 gegründeten Handelsunternehmens Chs Lavy & Co. (Markenname LACO) in Hamburgs Hochallee 9. Um 1914 beschäftigte es rund 500 Mitarbeiter in der Fertigung von Oberbekleidung.

## Schule

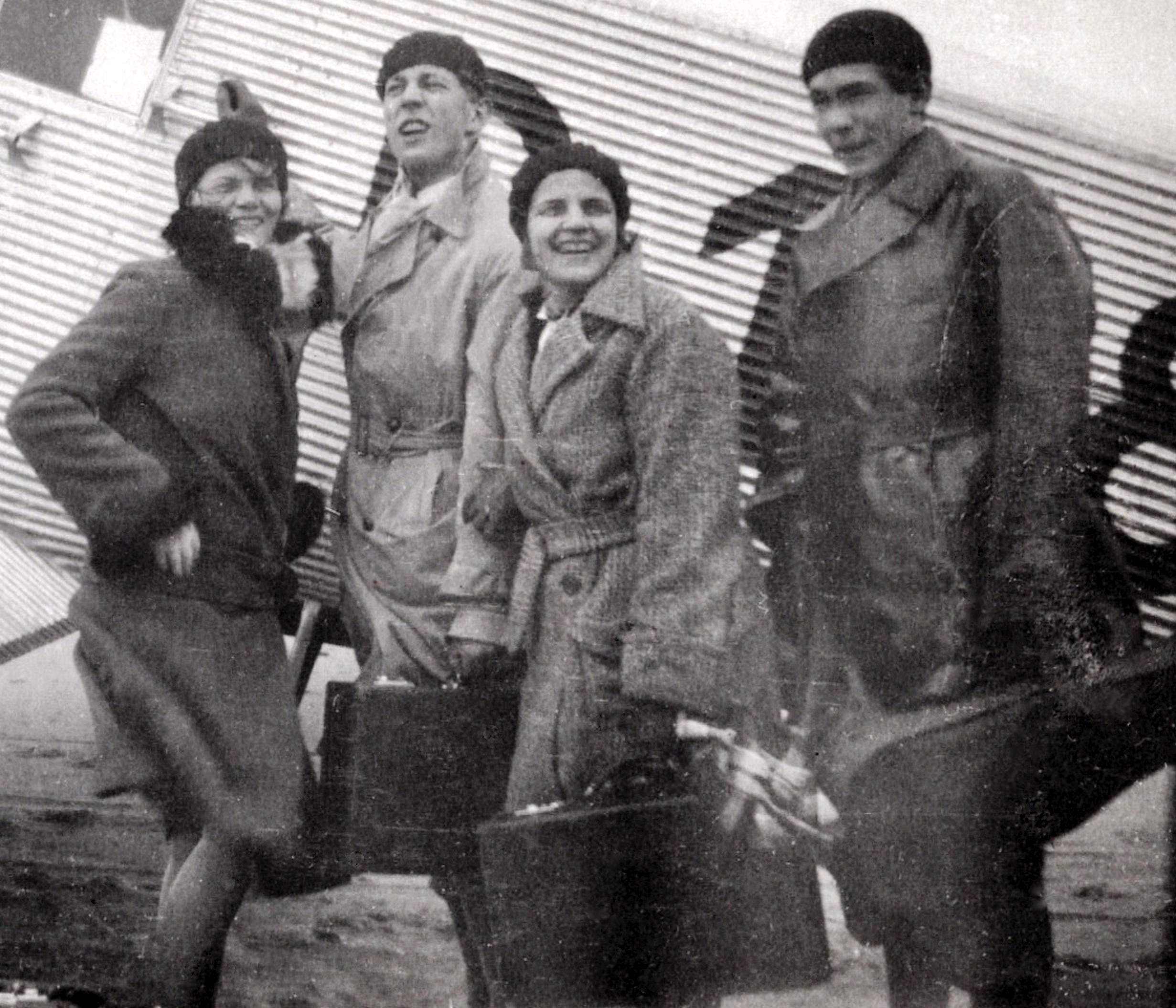
Von links: Die Abiturienten Jolanda Freiin von Tettau (1912–2005), Hubert Kelter, Susanne Zimmer (* 1909) und Werner Rings vor einer für die mündliche Reifeprüfung in Wilhelmshaven gecharterten Junkers F 13. Zwei der Abiturienten fehlen auf dem Foto, Ove Skafte Rasmussen und Eva de Marcos (* 1910), März 1929

Hubert Kelter besuchte zunächst die Oberrealschule in Eppendorf (heute: Gymnasium Eppendorf) und wechselte am 29. April 1927 in die Unterprima (UI, Jahrgangsstufe 12) des von Martin Luserke geleiteten reformpädagogischen Landerziehungsheims Schule am Meer, um dort seine Reifeprüfung vorzubereiten und im März 1929 abzulegen. Seine mündliche Prüfung im harten Eiswinter 1928/29 wurde zu einem abenteuerlichen Unterfangen. Er bestand u. a. gemeinsam mit Ove Skafte Rasmussen und Werner Rings.

## Studium
Anfangs liebäugelte er damit, den von seinem Vater im Jahr 1914 erworbenen Hegehof Beimoor bei Hansdorf (gehört heute zu Ahrensburg) gewerblich zu betreiben. Dann jedoch entschied er sich dafür, Volkswirtschaft zu studieren, zunächst am Institut für Weltwirtschaft in Kiel. Während dieser Zeit zählte er zu den Vertrauensleuten der Schule am Meer, die interessierte Eltern potenzieller Schüler informierten und berieten, bis das Internat im Frühjahr 1934 vor dem Hintergrund des NS-staatlichen Antisemitismus’ und der „Gleichschaltung“ geschlossen wurde.
Er studierte später weiter an der Rheinischen Friedrich-Wilhelms-Universität in Bonn bei Arthur Spiethoff und an der Albert-Ludwigs-Universität in Freiburg bei Walter Eucken und schloss als diplomierter Volkswirt (Dipl. rer. pol.) ab.

## Berufliches Wirken
Er wurde zum Geschäftsführer der Wirtschaftskammer Hessen in Frankfurt am Main bestellt. Als sein Vater 1942 verstarb, war er im Frankfurter Kettenhofweg 85 gemeldet. Anschließend war er als wissenschaftlicher Mitarbeiter am Deutschen Institut für Wirtschaftsforschung in Berlin und Wien tätig.

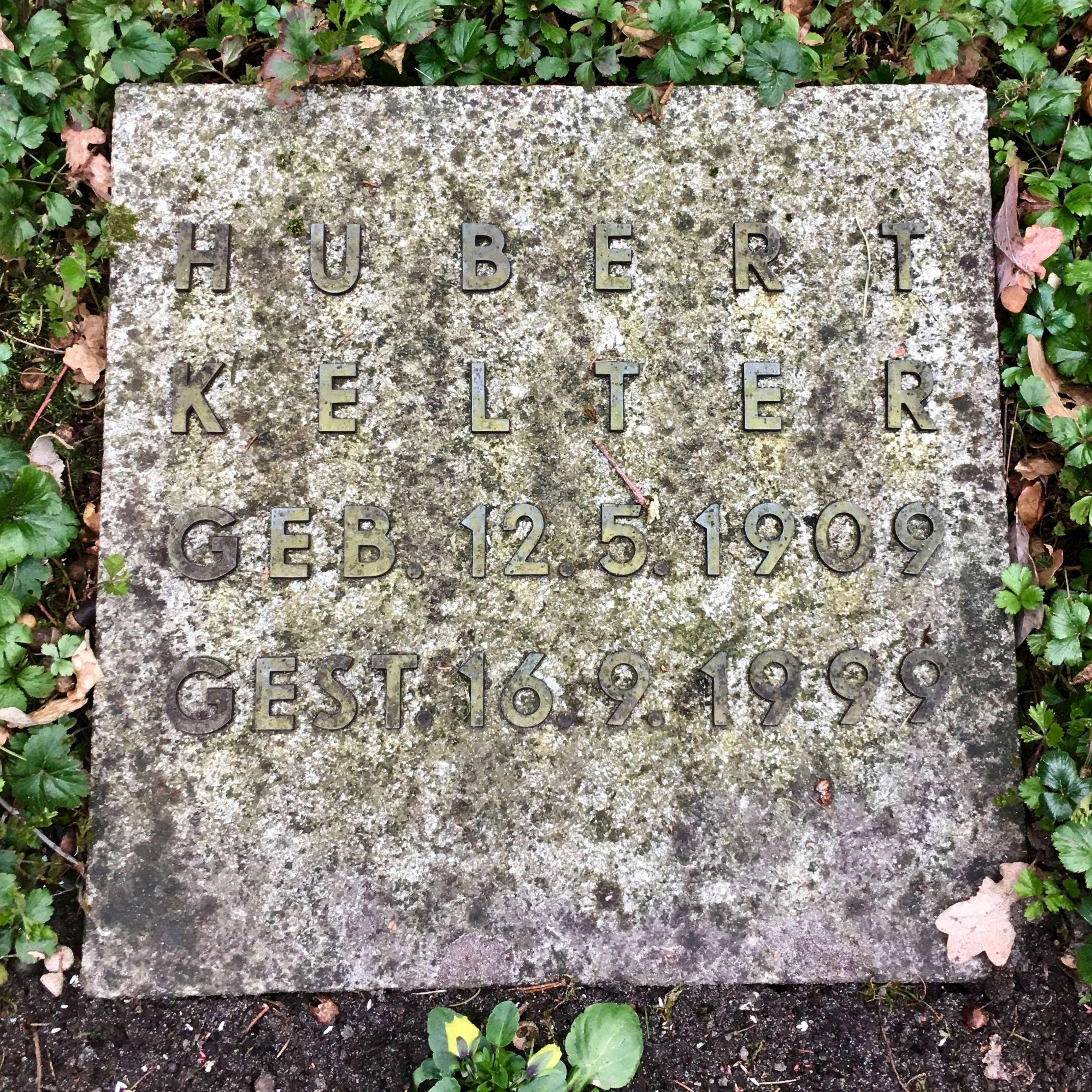
Grabstein Hubert Kelter auf dem Friedhof Ohlsdorf

Nach dem Zweiten Weltkrieg wirkte er vom Frühjahr 1946 bis 1974 als Syndikus der Handelskammer Hamburg und Autor. Er baute die Abteilung Volkswirtschaft der Handelskammer auf, für die er bis zum Erreichen der Altersgrenze im Jahr 1974 verantwortlich blieb. Zudem begründete er die Presse- und Öffentlichkeitsarbeit der Handelskammer und war bis 1965 redaktionell für die Herausgabe von deren Periodikum und die Berichterstattung zuständig. 1953 wurde der Juniorenkreis der Handelskammer begründet, der auf Anregung Kelters zurückging und für den er sich engagierte. Um 1965 übernahm er die Leitung der weltweit größten Wirtschaftsbibliothek, der Commerzbibliothek.
Kelter befasste sich mit Fragen der Wirtschaftspolitik, -ordnung, -statistik und -beobachtung, sein Interesse galt den volkswirtschaftlichen Aspekten der europäischen Integration.
1949 begründete er die Martin-Luserke-Gesellschaft, deren Präsident er war. Kelter hielt lebenslangen Kontakt zu seinen Lehrern Rudolf Aeschlimann und Martin Luserke sowie zu seinem Mitschüler Jens Rohwer, die er auf Juist kennengelernt hatte. Er setzte sich dafür ein, das schriftstellerische Werk des verarmten Luserke teils wieder neu aufzulegen, wobei er durch Herbert Giffei und andere unterstützt wurde.
Hubert Kelter verstarb im Alter von 90 Jahren und wurde auf dem Friedhof in Hamburg-Ohlsdorf beigesetzt.

## Veröffentlichungen (Auszug)
- Martin Luserke zum siebzigsten Geburtstag (3. Mai 1950) – Glückwünsche und Betrachtungen aus dem Freundeskreis. Selbstverlag, Hamburg 1950 OCLC 1070510609
- mit Hans Bielfeldt, Harald Sieg (Red.): Hamburg als Industrieplatz. Hrsg. von der Handelskammer Hamburg und der Behörde für Wirtschaft und Verkehr der Freien und Hansestadt Hamburg. Hammerich & Lesser Verlag, Hamburg 1952 OCLC 902414267
- mit Edgar Engelhard, Erich von Lehe: Freie und Hansestadt Hamburg (= Monographien Deutscher Wirtschaftsgebiete, Band XV)
- mit Herbert Giffei, Martin Kießig, Peter Lambrecht, Dieter Luserke, Jörg W. Ziegenspeck: Martin Luserke – Reformpädagoge, Dichter, Theatermann. Hrsg. v. Jörg W. Ziegenspeck. Verlag Klaus Neubauer, Lüneburg 1990. ISBN 3-9290-5807-3
- Beimoor – Die frühen Jahre. In: Ursula Ehlers-Rücker (Hrsg.): Großhansdorf erzählt. Schwanenverlag, Berkenthin 2004. ISBN 978-3-9807105-4-1, S. 37–43